# Michael Duff (Physiker)

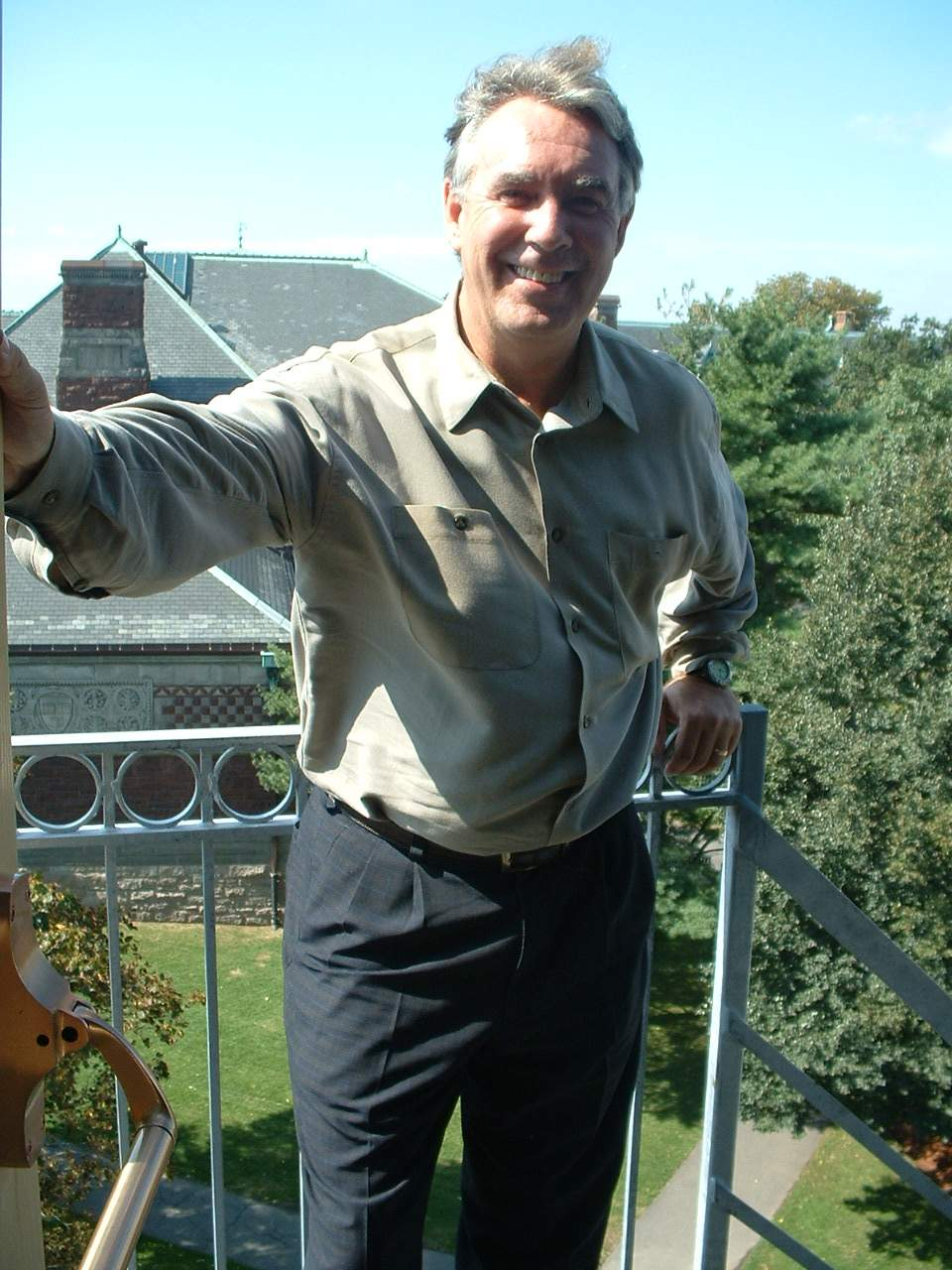
Michael Duff (2003)

Michael J. Duff (* 28. Januar 1949 in Manchester) ist ein britischer Physiker.

## Leben
Duff besuchte das Queen Mary College der Universität London (Bachelorabschluss 1969) und wurde 1972 am Imperial College in London bei Abdus Salam promoviert (Problems in the Classical and Quantum Theories of Gravitation). Als Post-Doktorand war er am ICTP in Triest (1972/73), der Oxford University, am King’s College und Queen Mary College in London (1976/77) und der Brandeis University. Ab 1979 war er wieder am Imperial College, wo er seit 1980 als Lecturer und ab 1985 als Reader der Fakultät angehörte. 1982 und 1984 bis 1987 war er Mitglied der Theorieabteilung des CERN, zuletzt als Senior Physicist. 1988 wurde er Professor an der Texas A&M University (seit 1992 als Distinguished Professor). 1999 wurde er Oskar Klein Professor an der University of Michigan und war dort 2001 der erste Direktor des Michigan Center for Theoretical Physics. Danach ging er wieder ans Imperial College, wo er 2005 Professor (seit 2006 Abdus Salam Professor) und Vorstand der Physik-Fakultät wurde. Duff war unter anderem Gastprofessor an der University of Texas at Austin, der UCSB, dem Isaac Newton Institute, der Universität Kyōto und der Universität Cambridge.
Er ist Fellow der Royal Society, der American Physical Society, des Institute of Physics, der Royal Society for the Arts. 2004 erhielt er die Goldmedaille des El Colegio Nacional in Mexiko. Für 2017 wurde ihm die Dirac-Medaille des Institute of Physics zugesprochen.
Er ist verheiratet und hat eine Tochter und einen Sohn.

## Werk
Duff beschäftigte sich in den 1980er Jahren mit Supergravitation in 11 Dimensionen und dessen Kaluza-Klein-Kompaktifizierung, in einer Zeit, als die Theorie zugunsten der Superstring-Theorie größtenteils aufgegeben worden war. Er fand 1987 mit Eric Bergshoeff, Chris Pope und Ergin Sezgin eine Supermembran Lösung in 11-dimensionaler Supergravitation, die den Rand der vierdimensionalen Raum-Zeit bei Kompaktifizierung in 7 Dimensionen bildet (Supermembrane at the end of the world). Mit Takeo Inami, Kelly Stelle und Paul Howe zeigte er kurz darauf, dass einer der fünf Superstringtheorien (die nur in 10 Dimensionen existieren), die Typ IIA Theorie, aus der 11-dimensionalen Supermembranlösung der Supergravitation ableitbar war, nach Kompaktifizierung einer Raumdimension. Nachdem damals Itzak Bars mit Pope und Sezgin zeigte, dass die Supermembran (nur in 11 Dimensionen) auch masselose Spin 2 Anregungen hatte (Gravitonen) und sie in 11 Dimensionen anomalienfrei sein konnte (Bars, Pope) gewannen Membranlösungen weiteren Rückhalt. Ebenfalls 1987 stellte Duff die Vermutung auf, dass 5-Brane und Strings in 10 Dimensionen dual zueinander sind, was 1990 durch Andrew Strominger unterstützt wurde, der 5-Brane als Solitonen in der Superstringtheorie fand. Weitere Entdeckungen von Dualitäten, woran Duff beteiligt war, führten schließlich zur von John Schwarz Zweite Superstring-Revolution genannten Postulierung der M-Theorie durch Edward Witten Mitte der 1990er Jahre, in der die fünf Superstringtheorien vereinigt sind zusammen mit weiteren Bran-Anregungen.
1973 entdeckte er mit Derek Capper die Weyl-Anomalie in der Quantengravitation.

## Schriften
- Herausgeber: The World in Eleven Dimensions: Supergravity, Supermembranes and M-theory. Institute of Physics (IOP), Bristol 1999, ISBN 0-7503-0672-6.
- mit R. Khuri, J. X. Lu: String Solitons. In: Physics Reports, Band 259, 1995, S. 213–326
- mit Pope, Nilsson: Kaluza-Klein-Supergravity. In: Physics Reports, Band 130, 1986, S. 1
- The theory formerly known as strings, Scientific American, Februar 1998, 155.198.210.128 (Memento vom 3. Juli 2011 im Internet Archive; PDF)
- mit Christine Sutton: The membrane at the end of the universe. In: New Scientist, 30. Juni 1988, Online (Memento vom 3. Juli 2011 im Internet Archive)
- A Layman’s Guide to M-theory. Trieste Lectures 1998, arxiv:hep-th/9805177